# Synallaxis hellmayri
A Synallaxis hellmayri a madarak (Aves) osztályának verébalakúak (Passeriformes) rendjébe és a fazekasmadár-félék (Furnariidae) családjába tartozó faj.

## Rendszerezése
A fajt Othmar Reiser osztrák ornitológus írta le 1905-ben. Egyes szervezetek szerint a Gyalophylax
nem egyetlen faja Gyalophylax hellmayri néven.

## Előfordulása
Dél-Amerika északkeleti részén, Brazília területén honos. Természetes élőhelyei a szubtrópusi vagy trópusi száraz szavannák. Állandó, nem vonuló faj.

## Megjelenése
Testhossza 19 centiméter, testtömege 25–26 gramm.

## Életmódja
Főleg ízeltlábúakkal táplálkozik, de magvakat is fogyaszt.

## Természetvédelmi helyzete
Az elterjedési területe nagyon nagy, egyedszáma ugyan csökken, de még nem éri el a kritikus szintet. A Természetvédelmi Világszövetség Vörös listáján nem fenyegetett fajként szerepel.